# Portugalská rallye 1987
Portugalská rallye 1987 byla třetí soutěží mistrovství světa v rallye 1987. Zvítězil Markku Alen s lancií Deltou HF.

## Průběh soutěže
V prvním testu se utvořilo pořadí Juha Kankkunen na voze Lancia Delta HF, Timo Salonen s vozem Mazda 323 4WD, Markku Alen s další Lancií a Jean Ragnotti s vozem Renault 11 Turbo. Za nimi byl Kenneth Eriksson na voze Volkswagen Golf II GTI 16V. Miki Biasion měl u své Lancie problémy s palivovým čerpadlem. Čtvrtým časem zahájil soutěž druhý jezdec Renaultu Francois Chatriot, ale v průběhu soutěže jeho vůz nestačil speciálům s pohonem všech kol. V druhém Golfu jel Ervin Weber, ale musel ještě v první etapě odstoupit. Kvůli problémům s převodovkou odstoupil i Ingvar Carlsson na další Mazdě. Překvapivé vítězství v prvním testu získal mladý jezdec Carlos Sainz s vozem Ford Sierra Cosworth. I ten ale musel ze soutěže odstoupit kvůli problémům s turbodmychadlem.
Ve druhé etapě udržoval vedení Alen. Kankkunena a Biasiona trápily problémy s tlumiči. Druhý byl Ragnotti a třetí po defektu Kankkunen. Čtvrtou pozici držel Eriksson. Porucha převodovky vyřadila ze soutěže také Salonena. I po prudkém dešti se v čele držel Alen. Druhý byl Ragnotti a třetí Eriksson. Biasion měl poruchu palivového čerpadla a opět se propadl.
Také ve třetí etapě hlídal Alen svou první pozici a měl již náskok přes dvě minuty. Alen měl ale prasklý tlumič a velkou část náskoku ztratil. Druhý byl stále ragnotti a třetí Eriksson. Na čtvrtou pozici se probojoval Biasion, který utočil na Erikssona. Pátý byl Kankkunen a šestý Chatriot.
Ve čtvrté etapě rostly Alenovi problémy s tlumiči a jeho náskok na Ragnottiho se zmenšoval. Eriksson stále držel třetí pozici. Za nimi byl Kankkunen a Chatriot. Za nimi se držely dva vozy Audi Quattro v pořadí Fischer a Rudi Stohl

## Výsledky
1. Markku Alen, Kivimaki - Lancia Delta HF
2. Jean Ragnotti, Thimonier - Renault 11 Turbo
3. Kenneth Eriksson, Dietman - Volkswagen Golf II GTI 16V
4. Juha Kankkunen, Piironen - Lancia Delta HF
5. Francois Chatriot, Perin - Renault 11 Turbo
6. Fischer, Zeltner - Audi Quattro
7. Rudi Stohl, Kaufmann - Audi Quattro
8. Miki Biasion, Siviero - Lancia Delta HF
9. Santos, Oliviera - Ford Sierra Cosworth
10. Jorge Recalde, Del Buono - Fiat Uno Turbo